# Cluster (chimica)

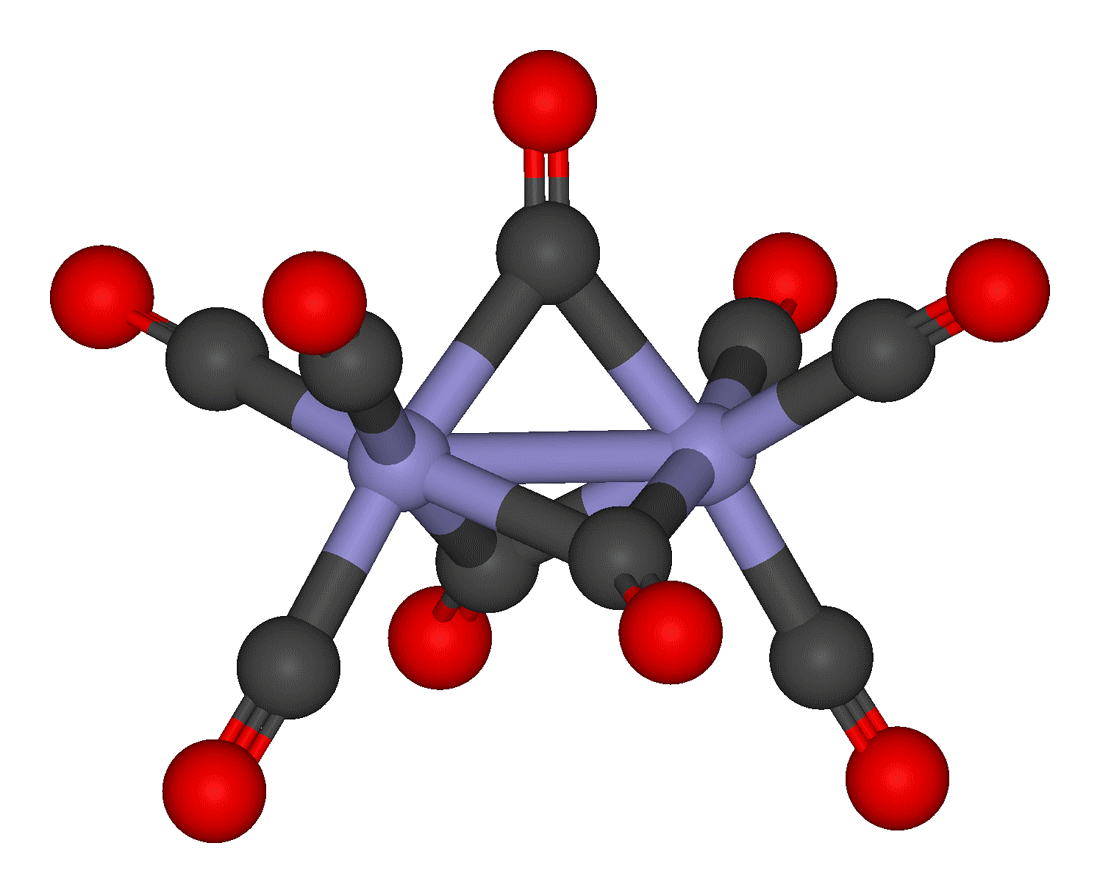
Modello tridimensionale del cluster Fe_{2}(CO)_{9}.

In chimica inorganica il termine cluster viene utilizzato per indicare un composto caratterizzato dalla presenza di uno o più legami metallo-metallo. Il termine cluster fu originariamente coniato da Frank Albert Cotton nei primi anni sessanta.
I cluster sono molto diffusi e nella accezione più ampia del termine è possibile considerare cluster anche specie che non necessariamente contengono un legame metallo-metallo, tipico particolarmente della chimica di coordinazione e della chimica metallorganica dei metalli del blocco d. Così, ad esempio, è possibile notare che alcuni elementi in natura esistono sotto forma di cluster, come la molecola del fosforo P4 o quella dello zolfo S8. Inoltre anche elementi del blocco p della tavola periodica sono in grado di formare cluster: si pensi ad esempio ai cluster dell'azoto, ai fullereni formati dal carbonio, ai cluster borani del boro o ai composti intermetallici rappresentati dalle fasi di Zintl.
I ligandi tipici in grado di stabilizzare un cluster includono generalmente gli alogenuri, il monossido di carbonio, gli isocianuri, gli alcheni e gli idruri. In chimica organica composti come il cubano possono essere considerati cluster, ma non si riscontrano comunemente ed inoltre non sono facilmente ottenibili. In chimica bioinorganica importante è il ruolo del cluster ferro-zolfo.

## Storia
Probabilmente il più vecchio cluster metallico conosciuto è rappresentato dal calomelano, già noto in India nel dodicesimo secolo. L'esistenza del dimero del mercurio Hg22+ fu dimostrata agli inizi del ventesimo secolo.
Lo sviluppo della chimica dei composti metallocarbonilici permise di isolare composti quali Fe2(CO)9, Fe3(CO)12 o Mn2(CO)10. Linus Pauling caratterizzò il cloruro di molibdeno(II) descrivendo legami Mo6 con simmetria ottaedrica. F. Cotton stabilì che il cloruro di renio(III) indicato come ReCl3 in realtà consisteva nel cluster Re3Cl9 con gli atomi metallici uniti direttamente tra loro e che presentano anche legami a ponti cloro. Il legame Re-Re è stabile e per reazione del composto in questione non viene scisso.
Contemporaneamente allo sviluppo dei cluster metallici, numerosi idruri del boro furono scoperti dal chimico inorganico tedesco Alfred Stock e dai suoi successori che tra l'altro resero popolare l'utilizzo delle linee da vuoto per la manipolazione di questi composti (vedi sintesi e tecniche speciali inorganiche) che spesso sono volatili e instabili all'aria. Negli anni settanta fu dimostrato che la proteina ferrodoxina, mediatore biochimico del trasferimento elettronico, contiene cluster Fe4S4 e successivamente si evidenziò la presenza di un sito attivo MoFe7S9 all'interno dell'enzima nitrogenasi. Grazie allo studio di cluster quali K2Re2Cl8 è stata dimostrata l'esistenza dei legami quadrupli, che soventemente legano due centri metallici.
Due gruppi speciali di composti cluster sono rappresentati dalle fasi di Chevrel e dalle fasi di Zintl. Le fasi di Chevrel sono caratterizzate dalla generica struttura MxMo6X8, come ad esempio per il composto PbMo6S8. Questi composti manifestano superconduttività a basse temperature. Le fasi di Zintl sono invece composti intermetallici formati da metalli fortemente elettropositivi, quali i metalli alcalini e i metalli alcalino-terrosi, e da metalli dei blocchi d, p e da qualche semimetallo. Esempi di anioni di Zintl derivati sono [Bi3]3-, [Sn9]4-, [Pb7]4- e [Sb7]3-.

## Struttura elettronica
In generale, i centri metallici che possiedono orbitali d grandi formano cluster stabili a causa della favorevole sovrapposizione degli orbitali di valenza. Perciò, i metalli a stato di ossidazione basso, e quindi caratterizzati da piccola carica effettiva, tendono a formare cluster stabili. Così si spiega il motivo per il quale, ad esempio, i metallocarbonili poliatomici sono generalmente formati da metalli di transizione dei gruppi successivi della tavola periodica caratterizzati da basso stato di ossidazione (il metallo soventemente ha stato di ossidazione uguale a zero). Alogenuri e ossidi poliatomici sono invece riscontrati con i metalli di transizione dei primi gruppi.

### Regole di Wade-Mingos-Lauher
K. Wade introdusse una correlazione semiempirica tra il computo di elettroni e la relativa struttura dei cluster metallorganici più grandi. Successivamente D.M.P. Mingos e J. Lauher ripresero e perfezionarono i concetti introdotti da Wade.
| Numero di atomi metallici | Struttura del legame metallico | Elettroni di valenza del cluster | Esempio        |
| ------------------------- | ------------------------------ | -------------------------------- | -------------- |
| 1                         | metallo singolo                | 18                               | Ni(CO)4        |
| 2                         | lineare                        | 34                               | Mn2(CO)10      |
| 3                         | triangolo                      | 48                               | Co3(CO)9CH     |
| 4                         | tetraedro                      | 60                               | Co4(CO)12      |
| 4                         | farfalla                       | 62                               | [Fe4(CO)12C]2- |
| 4                         | quadrato                       | 64                               | Pt4(2OCCH3)8   |
| 5                         | piramide triangolare           | 72                               | Os5(CO)16      |
| 5                         | piramide quadrata              | 74                               | Fe5C(CO)15     |
| 6                         | ottaedro                       | 86                               | Ru6C(CO)17     |
| 6                         | prisma triangolare             | 90                               | [Rh6C(CO)15]2- |

Ad esempio analizziamo il cluster Rh4(CO)12:
- un atomo di rodio conta 9 elettroni di valenza, essendo presenti 4 Rh il computo totale di elettroni è 4x9=36;
- il ligando CO conta 2 elettroni di valenza, per cui si ha un totale di 12x2=24 elettroni;
- gli elettroni totali della molecola cluster si ottengono sommando il contributo degli atomi metallici con quello dei ligandi, in tal modo si ottiene 36+24=60 elettroni.

Dalla somma si sono ottenuti in totale 60 elettroni, in base alle regole di Wade-Mingos-Lauher il cluster avrà quindi simmetria tetraedrica.